# 清水良英
清水 良英（しみず よしえ、1943年3月6日 - 2022年10月30日）は、日本の女優、声優。群馬県出身。劇団俳優座に所属していた。

## 略歴
俳優座養成所の14期生で、1965年に劇団俳優座へ所属し活動した。
舞台の他に朗読活動を行っていたほか、テレビドラマや吹き替えにも多数出演した。
趣味は、日舞、モダンダンス、絵。

## 出演作品

### テレビドラマ
- 泣いてたまるか（TBS）（1967年10月29日）- のりちゃん 役
- 木下恵介アワー（TBS） おやじ太鼓（1968年） - 赤松陽子 役
- 水戸黄門 （TBS）
- 第2部  第30話「隠密兄妹 -佐賀-」（1971年4月19日） - おいく 役
- 第3部　第24話「女海賊とにせ黄門 -平戸-」（1972年5月8日）　- 亀 役
- 大岡越前 第2部 第22話「幻術師」（1971年10月11日、TBS） - 綾 役
- 鬼平犯科帳（八代目松本幸四郎版）第9話「唖の十蔵」（1969年、NET / 東宝）‐ おこん
- 遠山の金さん捕物帳 第101話「命を運ぶ男」（1972年、NETテレビ） - おりん 役
- 前略おふくろ様（1975年、日本テレビ） - 看護婦 役
- 大空港（CX）
  - 第29話「戦慄! 空港VIP室占拠事件」（1979年） - 披露宴出席者
  - 第74話「灼熱の逆光線 娘よ殺意の河を渡れ!」（1980年）
- レッドビッキーズ（1980年、テレビ朝日） - 高山ケン 役
- 土曜ワイド劇場「松本清張の風の息」（1982年、テレビ朝日）

### 吹き替え
- 砲艦サンパブロ（1972年、TBS） - シャーリー・エッカート 役
- 刑事コロンボ 二つの顔（1973年、日本テレビ） - リサ・チェンバース 役
- 逃亡地帯（1973年、TBS） - アンナ・リーヴス 役
- 星空の用心棒（1973年、TBS） - ドリー 役
- 予期せぬ出来事（1974年、TBS） - ミス・ミード 役
- 哀愁の花びら　(1974年、日本テレビ) - <リー・グラント>
- もう一つの壁　(1975年、NHK) - ビッキー<ジェーン ・ワイアット>
- 探偵キャノン　動く標的　(1975年、NHK) - ジル<スーザン・オリバー>
- スターロスト宇宙船アーク「惑星群連盟警察出動」(1975年、NHK) - アニータ<ダイアン・デューイ>
- 007 ゴールドフィンガー（1978年、日本テレビ） - プッシー・ガロア 役
- マッコイと野郎ども　「シッポをつかめ」(1978年、NHK) -  メービス<ジョアンナ・キャシディ>)
- スティング （1980年、日本テレビ） - ロレッタ 役
- エアポート'77/バミューダからの脱出（1981年、日本テレビ） - イブ・クレイトン 役
- シェークスピア劇場「マクベス」　(1985年、NHK) - 魔女(3)